# 吉弗峰
46°27′4.4″N 7°21′12.2″E / 46.451222°N 7.353389°E

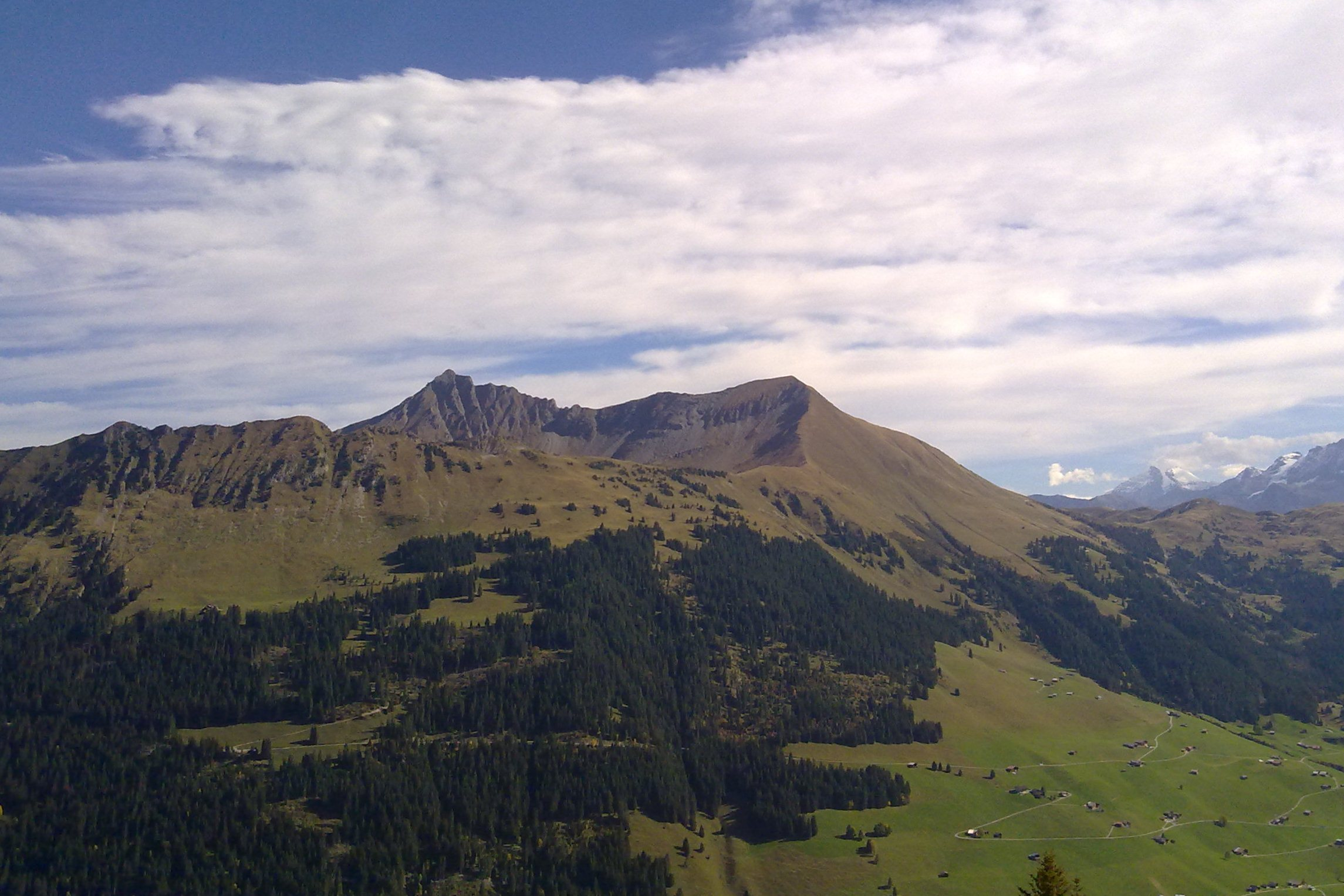

吉弗峰（Giferspitz），是瑞士的山峰，位於該國中西部，由伯恩州負責管轄，屬於伯爾尼山的一部分，該山峰海拔高度2,542米，每年平均降雨量1,395毫米。